# دائرة مقاومة وملف
دائرة مقاومة ومحث أو دائرة مقاومة وملف (بالإنجليزية: (Resistor-inductor circuit (RL circuit)‏ هي أبسط مرشح إلكتروني للإشارات التناظرية تعمل بمقاومة ومستحث موصّلان على التوالي أو التوازي بالإضافة إلى مصدر كهربائي.

## المعاوقة المركبة
المعاوقة أو المقاومة المركبة المركبة ZL مقاسة بالأوم لملف ذو حث مقداره L هنري تساوي:
{\displaystyle Z_{L}\ =\ L.s}
حيث:
s التردد المركب، وهو عدد مركب يكتب كالآتي:
{\displaystyle s\ =\ \sigma +j\omega }
حيث:
- j الوحدة التخيلية من العدد المركب :

{\displaystyle j^{2}=-1}
{\displaystyle \sigma \ } ثابت الاضمحلال الأسي (للأساس الطبيعي e) راديان/ثانية،
{\displaystyle \omega \ } التردد الزاوي بالراديان/ثانية.

## دائرة التوصيل على التوالي

دارة التوالي والتوازي.

يمثل الشكل توصيلة الدائرة المكونة من مقاومة وحثّ ومصدر كهربائي (V(in.
باعتبار الدائرة مجزئ للجهد، نجد أن الجهد عبر المستحثّ يساوي:
{\displaystyle V_{L}(s)={\frac {Ls}{R+Ls}}V_{in}(s)}
والجهد عبر المقاومة يساوي:
{\displaystyle V_{R}(s)={\frac {R}{R+Ls}}V_{in}(s)}.
وبالنسبة للتيار، فالتيار متساوي في كل الدائرة حيث أن التوصيل على التوالي:
{\displaystyle I(s)={\frac {V_{in}(s)}{R+Ls}}}.

## اقرأ أيضا
- حساب التيار المتردد
- دائرة مقاومة ومكثف
- دائرة إلكترونية
- دارة التوالي أو التوازي
- مرشح
- توازن هجين